# Bad Berka
Bad Berka ist eine Kleinstadt im Süden des Landkreises Weimarer Land in Thüringen. Sie ist nach der Kreisstadt Apolda die zweitgrößte Stadt im Landkreis und liegt an der Ilm, die ihr Tal in der Gegend tief in den Buntsandstein eingegraben hat, etwa zwölf Kilometer südlich von Weimar.
Die Kurstadt trägt das Zertifikat Ort mit Heilquellenkurbetrieb. Bad Berka hat sich als Zentrum medizinischer Kompetenz (bspw. Zentralklinik als Akutklinik sowie der drei Median-Kliniken als Kureinrichtungen für die Anschlussheilbehandlung und Rehabilitation) einen Namen über die Grenzen Deutschlands hinaus gemacht. Die Geschichte des Kurwesens und der 1813 gegründeten Badeanstalt Berka ist eng mit dem Wirken Goethes verbunden. Bad Berka umfasst die Ortsteile Tannroda, Bergern, Schoppendorf, Gutendorf, Meckfeld und Tiefengruben.

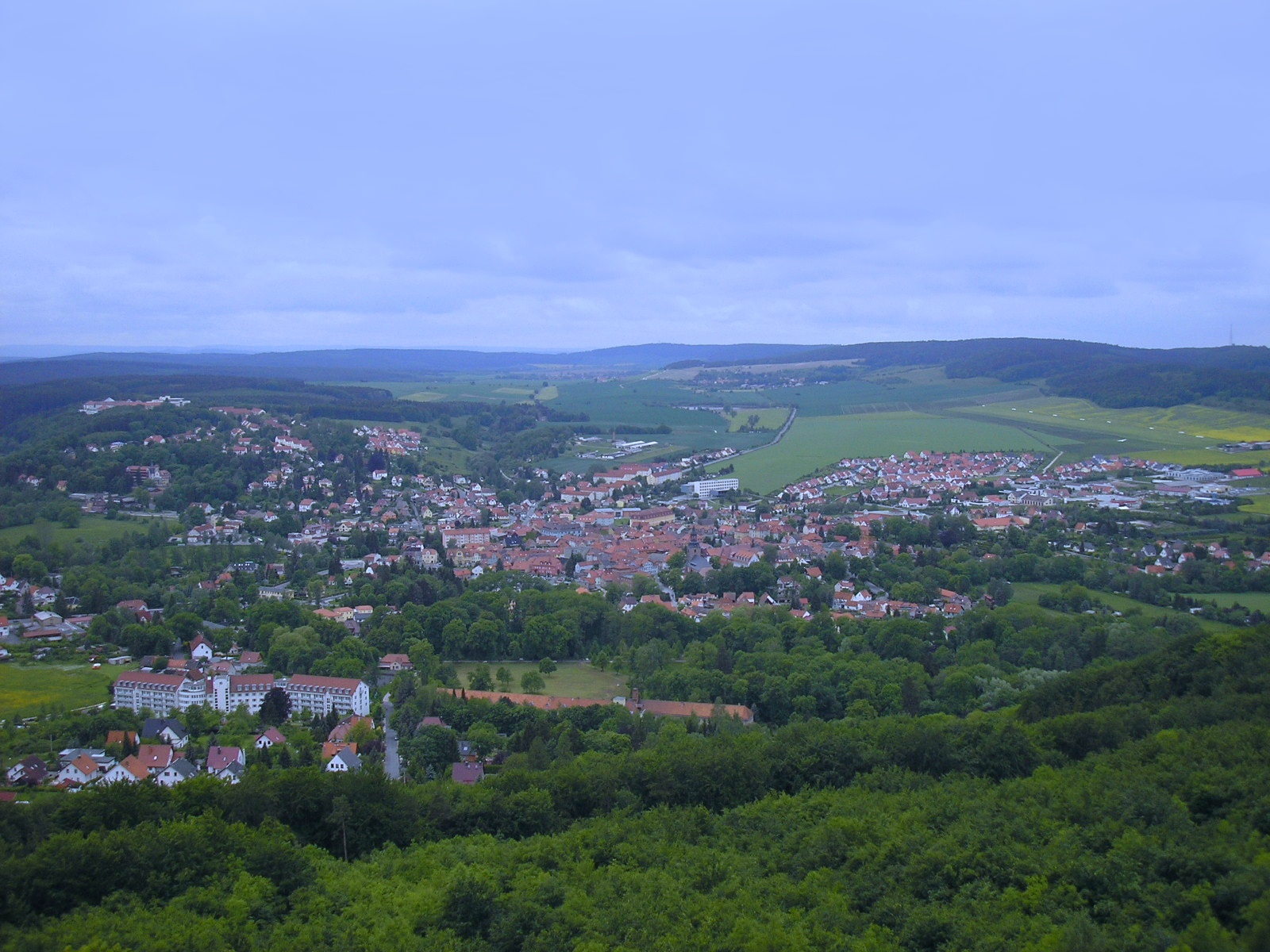
Blick vom Paulinenturm über die Stadt

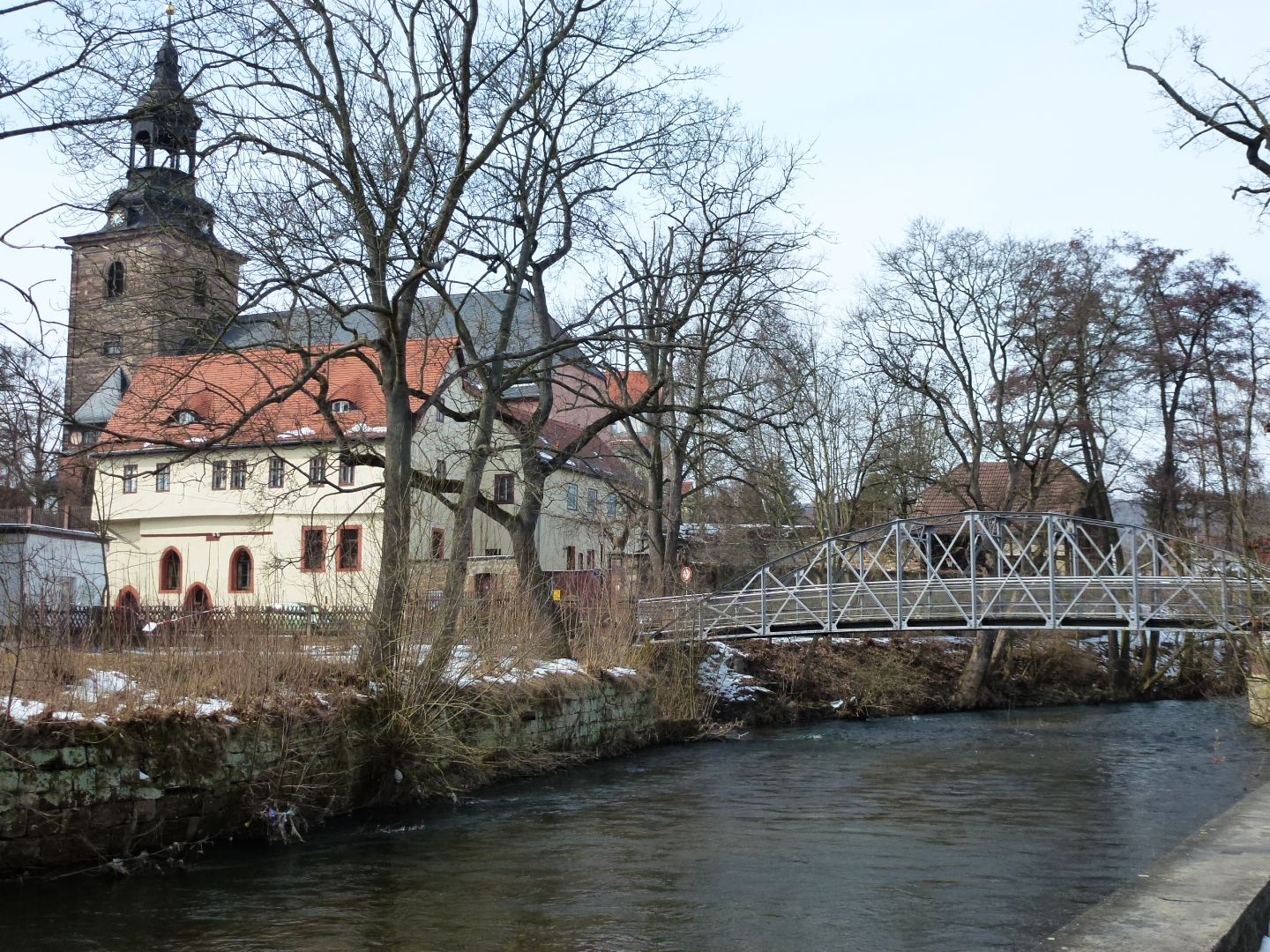
Ilmbrücke

## Geographie und Stadtgliederung

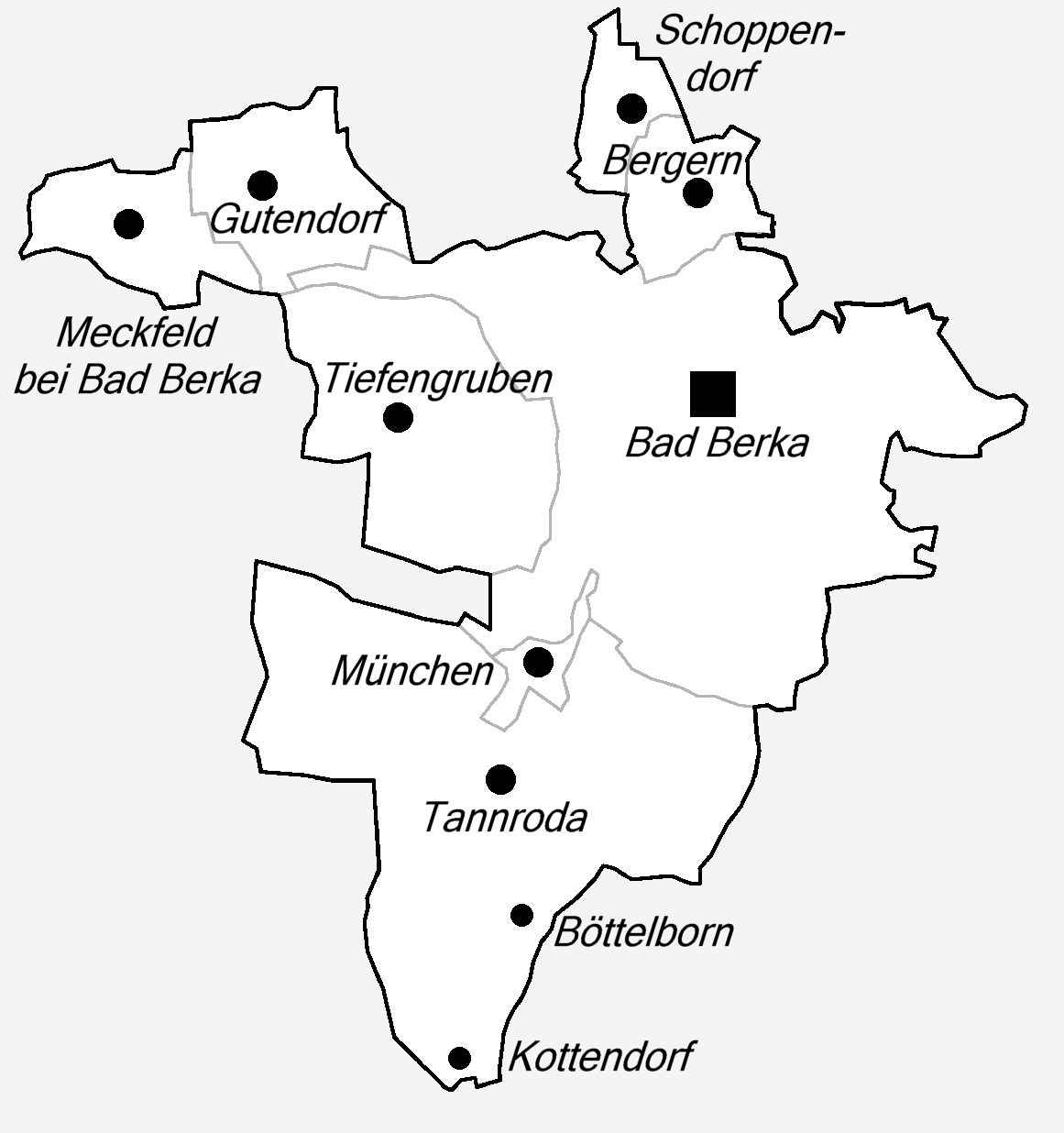
Stadtgliederung

Bad Berka, umgeben vom 150 km² großen Landschaftsschutzgebiet „Mittleres Ilmtal“, liegt im Hügelland der Ilm-Saale-Platte, 12 km südlich von Weimar, 24 km südöstlich von Erfurt und 20 km westlich von Jena.
Mit der Verwaltungsreform im Jahr 1994 wurde die Stadt Bad Berka gebildet. Zu ihr gehören der Ortsteil München (schon seit 1836 zu Bad Berka gehörend) und die bis dahin selbstständigen Gemeinden Tannroda mit den Ortsteilen Böttelborn und Kottendorf, Bergern, Schoppendorf, Meckfeld und Tiefengruben. Am 1. Dezember 2008 folgte der Ort Gutendorf.
Die Kernstadt weist eine Fläche von ca. 21,35 km² auf. Sonstige Flächen, wie etwa der Kurpark, Gärten und Landwirtschaftsflächen sind ca. 6,08 km² groß.

## Einwohner
| Jahr | Einwohner |
| ---- | --------- |
| 2012 | 7651      |
| 2019 | 7491      |
| 2020 | 7498      |
| 2021 | 7446      |
| 2022 | 7413      |

## Geschichte

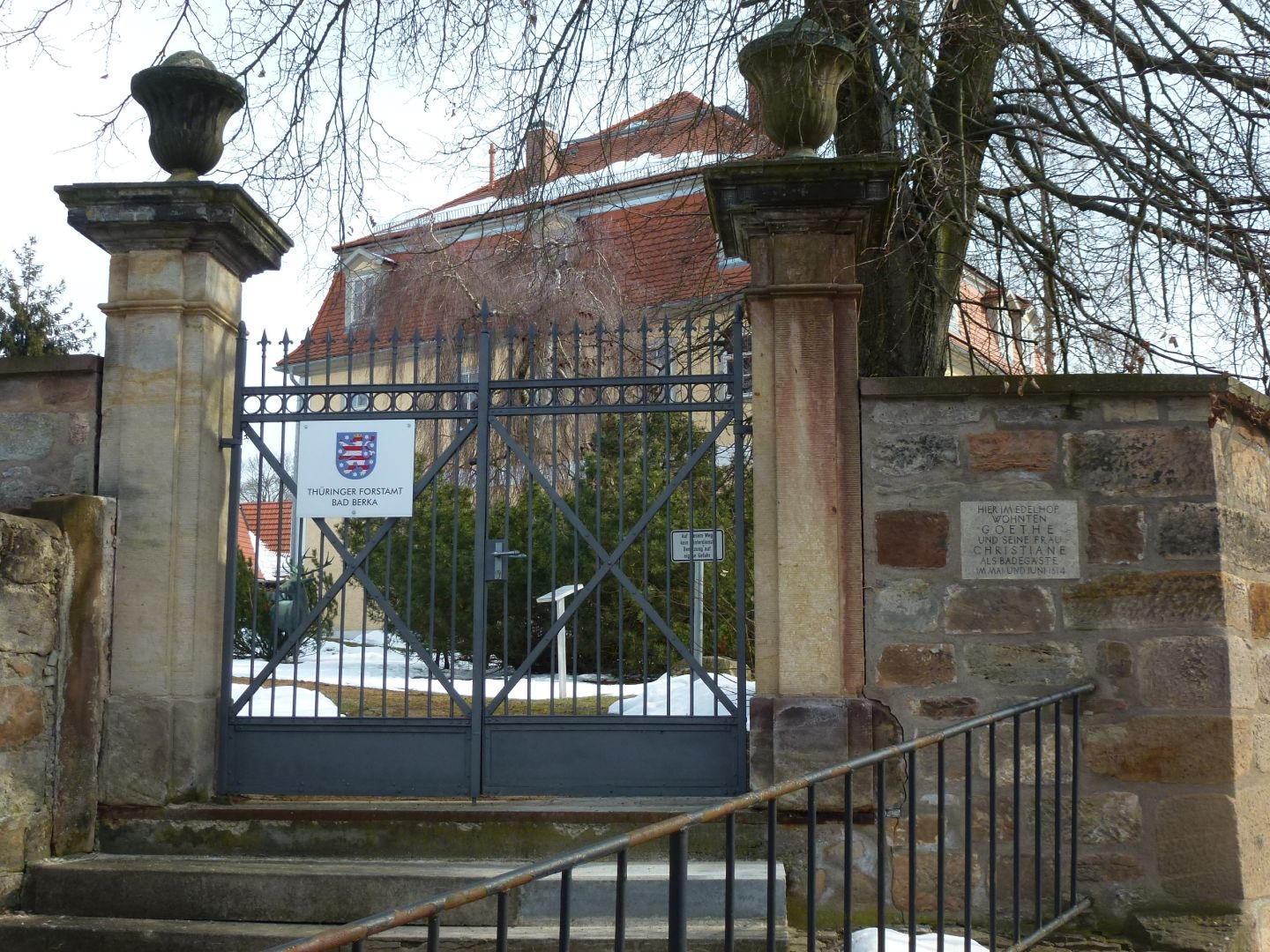
Forstamt mit Tafel zur Erinnerung an Goethe

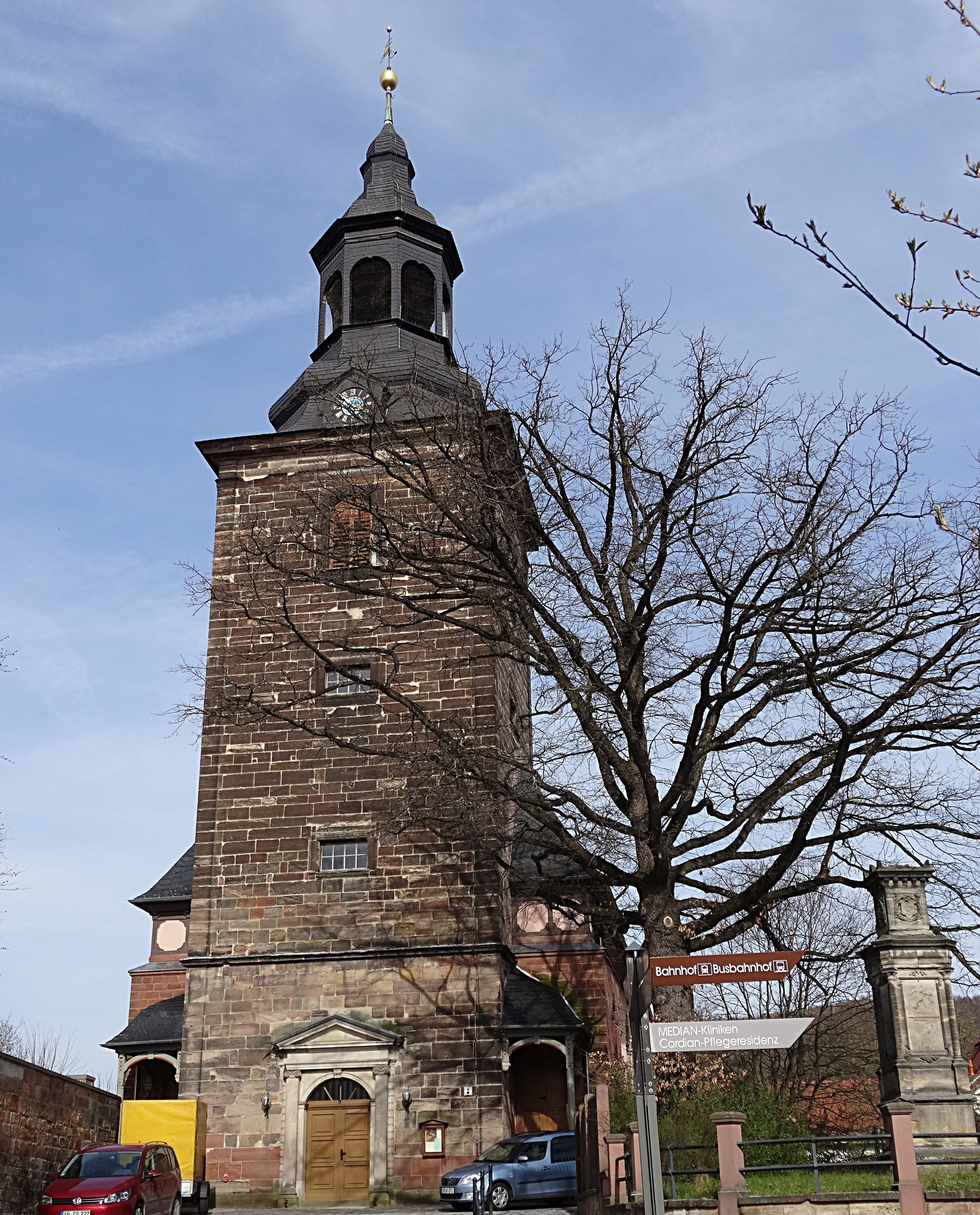
Turm der Stadtkirche

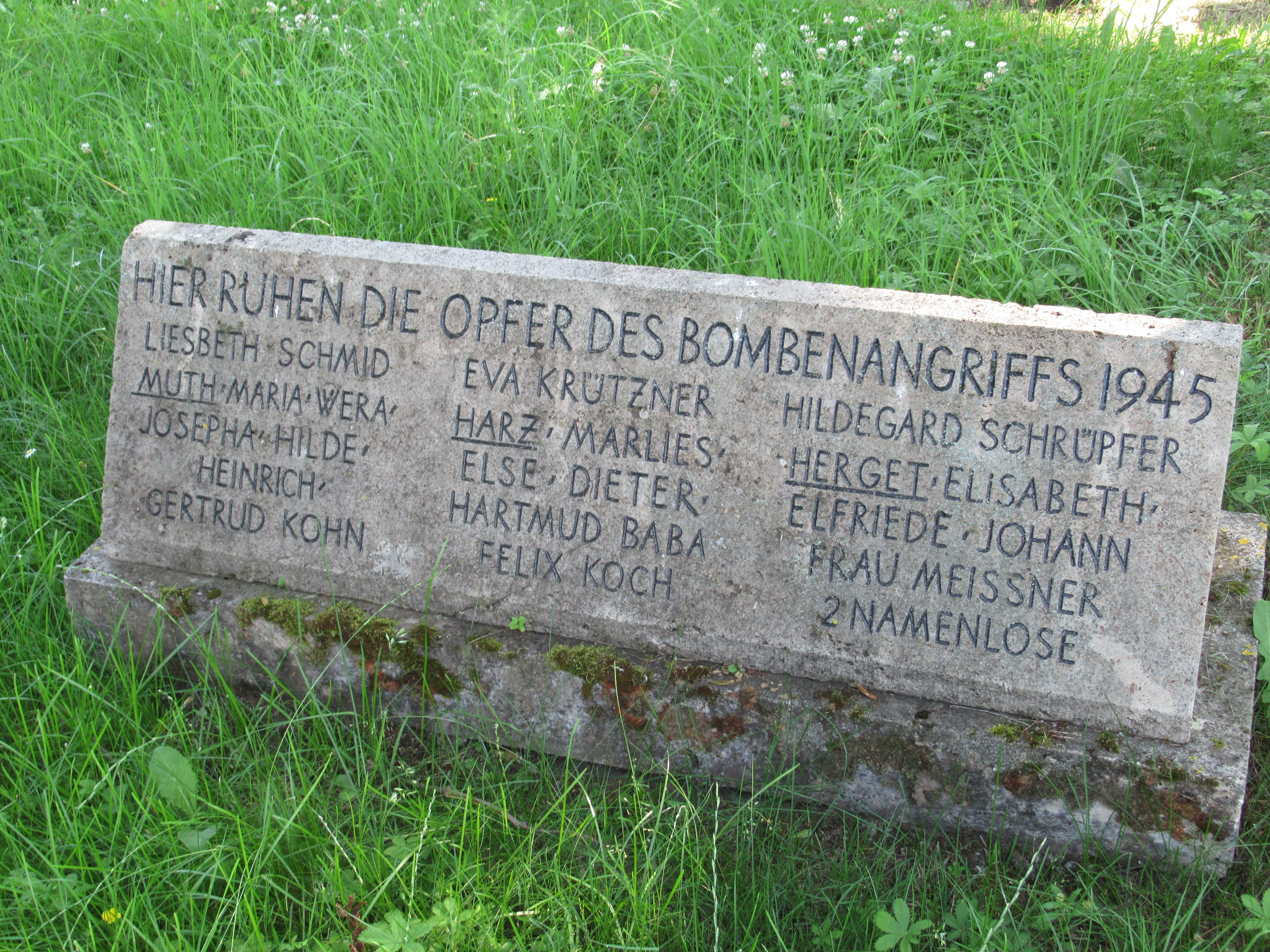
Einer der Grabsteine für 23 auf dem Friedhof Bad Berka bestatteten Bombenopfer von April 1945

### Bis 1800
Der Name Berka bedeutet so viel wie ‚‚Stadt der Birken am Wasser‘‘ und erfuhr im Laufe der Jahrhunderte mehrere Schreibweisen: Birka, Berkaw, Berkau, seit 1911 Bad Berka.
Bad Berka wurde erstmals im Mai 1119 als Bercha urkundlich erwähnt, Anlass war die Übergabe der Kirche durch Graf Wichmann an das Marienstift zu Erfurt.
Sie wurde 1414 das erste Mal als Stadt bezeichnet. Ab dem 12. Jahrhundert sind spärliche Informationen des Berkaer Grafengeschlechts überliefert, das zunächst in einer Wasserburg, dem „Edelhof“ direkt an der Ilm residierte (1248 urkundlich belegt,), etwa ab 1277, nach der erfolgreichen Belagerung der Wasserburg Edelhof durch Landgraf Albrecht wurde die neue Höhenburg, die heute als Altes Schloss bekannte Anlage, auf dem Schlossberg errichtet.
Auch von dem um 1240 gegründeten Kloster Berka künden lediglich die Mauern im Untergeschoss der heutigen Pfarrei sowie einige Flur- und Ortsbezeichnungen. Das Kloster bestand bis 1525. Die Klosterkirche wurde bei einem Brand 1608 schwer beschädigt und von 1727 bis 1741 neu wieder aufgebaut.
Seit dem 17. Jahrhundert gehörte der Ort zum Herzogtum Sachsen-Weimar bzw. Sachsen-Weimar-Eisenach. Das herzogliche Jagdzeughaus wurde 1739 eingeweiht.

### 1800 bis 1900
1807 machte der Berkaer Korbmachersohn Ludwig Geist (von 1795 bis 1804 Diener und Sekretär bei Johann Wolfgang von Goethe) auf besondere Quellen in Berka aufmerksam. 1811 regte der Mädchenschullehrer Johann Heinrich Friedrich Schütz erneut die Nutzung der Heilquellen in Berka an. Auf Veranlassung des Herzogs Carl August von Sachsen-Weimar erfolgte der Bau eines Schwefelbades in Berka. Es wurde im Juni 1813 eröffnet. Goethe hatte dem Aufbau der Kuranlagen in Berka unterstützend und beratend zur Seite gestanden und weilte 1814 selbst für sechs Wochen in Berka zur Kur. 1825 wurde am Rande des Kurparks, unter der Leitung des großherzoglichen Oberbaudirektors Clemens Wenzeslaus Coudray, ein Badegesellschaftshaus errichtet und eingeweiht. 1876 folgte ein Moorbadehaus, das 1910 als zeitgemäßes Kurbadehaus von Grund auf erneuert wurde. Heute befindet sich in dem Gebäude das Hotel „Am Goethebrunnen“.
Der Ortsteil München wurde 1836 in den Heimatverband Berka eingegliedert. 1887 wurde Berka an das Eisenbahnnetz angeschlossen und mit den Städten Weimar und Blankenhain verbunden. Eine in Berka abzweigende Teilstrecke verlängerte das Netz 1888 bis nach Kranichfeld. Auf dem Teilstück Bad Berka–Blankenhain stellte man 1967 den Eisenbahnverkehr ein.
Außerdem wurde 1901 die Werkbahn des Zement- und Mineralwollewerkes Bad Berka als normalspurige Anschlussbahn des Zementwerkes „Aktiengesellschaft Portland-Cementwerk Berka a. Ilm“ parallel zu der entlang des Ilmtals gebauten Weimar-Berka-Blankenhainer Eisenbahn (WBBE) errichtet. Bereits 1907 erfolgte die Elektrifizierung der Werkbahn mit einer Fahrleitungsspannung von 220 Volt Gleichstrom. Der Bahnbetrieb wurde im Januar 1993 stillgelegt und die Gleisanlagen zurückgebaut. Alle drei der in Bad Berka eingesetzten Werkslokomotiven sind in Sammlungen und Museen, u. a. im Verkehrsmuseum Dresden erhalten geblieben.

### Ab 1900
1898 entstand vier Kilometer von Berka entfernt auf dem Emskopf oberhalb von München, die erste Lungenheilanstalt – die Sophienheilstätte. Den Titel Bad erhielt der Ort 1911.
Die „Kernstadt“ verfügt seit 1906 über eine leitungsgebundene öffentliche Wasserversorgung; einige der 1994 eingemeindeten Orte hatten für ihre Einwohner schon zuvor derartige Einrichtungen geschaffen. Heute obliegt die Aufgabe der Wasserversorgung im gesamten Gebiet der Stadt dem Wasserversorgungszweckverband Weimar; die Abwasserbeseitigung ist dem Zweckverband JenaWasser übertragen worden.
Eine „Deutsche Heimatschule“ in Berka, gegründet von Theodor Scheffer, bildete seit 1922 bis in die NS-Zeit hinein eine „Zweckgemeinschaft“ des völkischen Deutschbunds; über das Lehrpersonal dieser Schule bestand ein Zusammenhang mit dem frühen KZ Nohra in der Nähe, in dessen Räumen eine ähnliche Schule untergebracht war. Die „Heimatschule“ diente zugleich den Artamanen als ihre eigene Schulungsstätte. Auch August Georg Kenstler gründete 1932 innerhalb dieses Netzwerks völkischer Organisationen im Ort eine Bildungsstätte deutscher Volkheit; vom Typ her eine Bauernhochschule.
Im Zweiten Weltkrieg befand sich benachbart zum Ortsteil München im Wald ein gut getarntes, teils unterirdisches Treibstofflager für die Luftwaffe. Am 31. März 1945 erfolgte darauf ein Luftangriff von 29 amerikanischen Boeing B-17 „Flying Fortress“ mit 81 Tonnen Bomben, der das Ziel knapp verfehlte. Das (leere) Depot wurde dann am 9. April bei einem erneuten Luftangriff völlig zerstört, wenige Tage vor Einmarsch der US-Bodentruppen in Bad Berka.
Am 5. April 1945 griffen US-Tiefflieger den Bahnhof Bad Berka an. 28 Menschen aus einem von Weimar gekommenen Personenzug starben.
Von 1951 bis 1957 wurde die Zentralklinik Bad Berka gebaut und war zunächst als eine Heilstätte für Tuberkulosekranke gedacht. 1966 profilierte sich die Klinik u. a. auf den Gebieten Herzchirurgie und Herzerkrankungen. 1990 ging die Zentralklinik in die Verantwortung des Thüringer Ministeriums für Soziales und Gesundheit über. Noch im selben Jahr schloss das Ministerium einen Kooperationsvertrag mit der Rhön-Klinikum AG ab. In den 1990er Jahren wurden in der Klinik Um- und Neubauarbeiten durchgeführt.

### Kriege und Naturkatastrophen
Abgesehen von den „üblichen“ Verwüstungen im Dreißigjährigen Krieg erlitt Bad Berka auch andere Zerstörungen: 1431 brannte die Stadt fast völlig nieder, 1608 gingen 44 Häuser nebst Nebengebäuden (und ihrem Inhalt) in Flammen auf, unter anderem auch die Kirche, das Rathaus, die Schule und das Klostervorwerk. 1674 brannten infolge eines Blitzeinschlags 50 Häuser nieder, 1816 vernichtete Feuer 90 Häuser nebst Scheunen und Ställen, das Rathaus und die Schule. 1613 versanken 23 Häuser bei der Thüringer Sintflut im Hochwasser der Ilm. 1777, bei einem erneuten Hochwasser, ertranken fünf Menschen, 1830 riss die Ilm bei einem Hochwasser alle drei über sie führenden Brücken weg. In der letzten Septemberwoche 1857 fielen etliche Häuser in der Innenstadt einem Großbrand zum Opfer. 1981 litt der Ort erneut unter einem verheerenden Ilm-Hochwasser.

### Wappen
Das Stadtwappen Bad Berka zeigt eine goldene Palme. Ihre Früchte sind ebenfalls golden, die Wedel grün. Rechts, links und hinter der Palme erheben sich goldene Berge, den linken krönt eine Burg. Ähnliche Darstellungen existieren bereits auf Siegelabdrücken aus dem Jahr 1674. Seine heutige Form erhielt das Wappen 1930, die Farbgestaltung wurde 1992 neu festgelegt. Über Entstehung und Sinn des Berkaer Stadtwappens gibt es keine Akten, nur das Wissen um die Symbolkraft der Palme. Ihr wurde im 17. Jahrhundert Fruchtbarkeit, Kultur und Wohlstand zugeschrieben. Die Palme fand sich auf vielen Wappen adliger Familien, Hausmarken und anderen Wappenbildern, auch auf dem Emblem der 1617 gegründeten Fruchtbringenden Gesellschaft zu Weimar.
Die kleine Stadt Berka war im 17. Jahrhundert durch Krieg und Brand schwer zerstört. Es wird angenommen, dass der Herzog von Sachsen-Weimar ihr daher als neues Wappen einen „sprossenden Palmbaum“ als Zeichen der Fruchtbarkeit verliehen hat, verbunden mit dem Wunsch nach Frieden, Eintracht und Wachstum für die Stadt. Die Berge dokumentieren die typische Landschaft, die Burg den Sitz ehemaliger Berkaer Grafen- und Herrengeschlechter.

## Politik

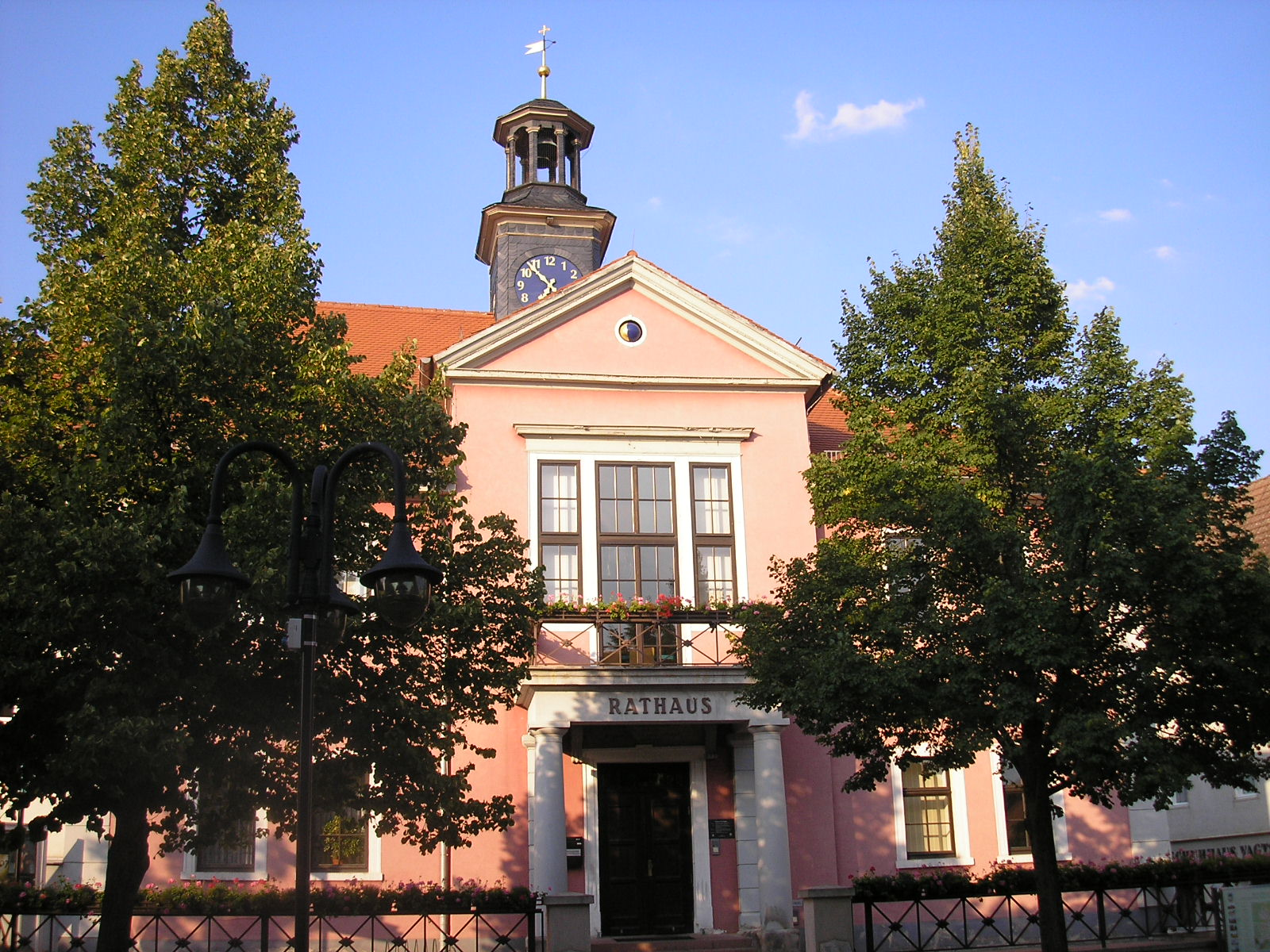
Rathaus

### Stadtrat
Die Kommunalwahl vom 26. Mai 2024 führte bei einer Wahlbeteiligung von 65,3 % zu folgendem Ergebnis:
| Partei / Liste                     | Stimmenanteil | Sitze |
| CDU                                | 35,3 %        | 7     |
| BI Pro Bad Berka                   | 18,9 %        | 4     |
| BI zur Senkung der Kommunalabgaben | 18,0 %        | 4     |
| FWG Bad Berka                      | 12,9 %        | 2     |
| Die Linke/SPP                      | 07,1 %        | 1     |
| SPD                                | 03,8 %        | 1     |
| Bündnis 90/Die Grünen              | 04,0 %        | 1     |

Die Kommunalwahl vom 26. Mai 2019 führte bei einer Wahlbeteiligung von 63,4 % zu folgendem Ergebnis:
| Partei / Liste                     | Stimmenanteil | Sitze |
| CDU                                | 26,8 %        | 5     |
| Die Linke/SPD                      | 11,8 %        | 3     |
| Bündnis 90/Die Grünen              | 05,1 %        | 1     |
| FWG                                | 25,9 %        | 5     |
| BI zur Senkung der Kommunalabgaben | 15,8 %        | 3     |
| BI Pro Bad Berka                   | 11,7 %        | 2     |
| Münchener Initiative e. V.         | 03,0 %        | 1     |

### Bürgermeister
Bei der Bürgermeister-Stichwahl am 6. Mai 2012 setzte sich Volker Schaedel (Freie Wähler) gegen seinen Vorgänger Thomas Liebetrau durch. Im April 2018 wurde Michael Jahn im zweiten Wahlgang mit 54,7 % der Stimmen zum neuen Bürgermeister gewählt. Im Mai 2024 wurde Michael Jahn (CDU) mit 67,5 % der Stimmen wiedergewählt.

### Städtepartnerschaften
- Es bestehen Partnerschaften seit 1971 mit der französischen Stadt Solesmes im Département Nord in der Nähe der belgischen Grenze und seit 2001 mit der polnischen Stadt Żabno. Seit 2010 bestehen mit Wells in Großbritannien freundschaftliche Beziehungen. Des Weiteren bestehen nicht offizielle Patenschaften mit den deutschen Städten Bad Wildungen in Nordhessen und Friedrichsdorf im Hochtaunuskreis. Die seit 1990 bestehende Patenschaft mit dem pfälzischen Bad Dürkheim wurde 2015 während des dortigen jährlichen Partnerschaftstreffens (mit Gästen aller Dürkheimer Partnerstädte) anlässlich des Dürkheimer Wurstmarkts zu einer offiziellen Partnerschaft aufgewertet.[21][22]

## Wirtschaft und Infrastruktur

### Wirtschaft
Die größten Arbeitgeber in der Stadt sind die Kliniken (siehe unter Gesundheit).

### Verkehr

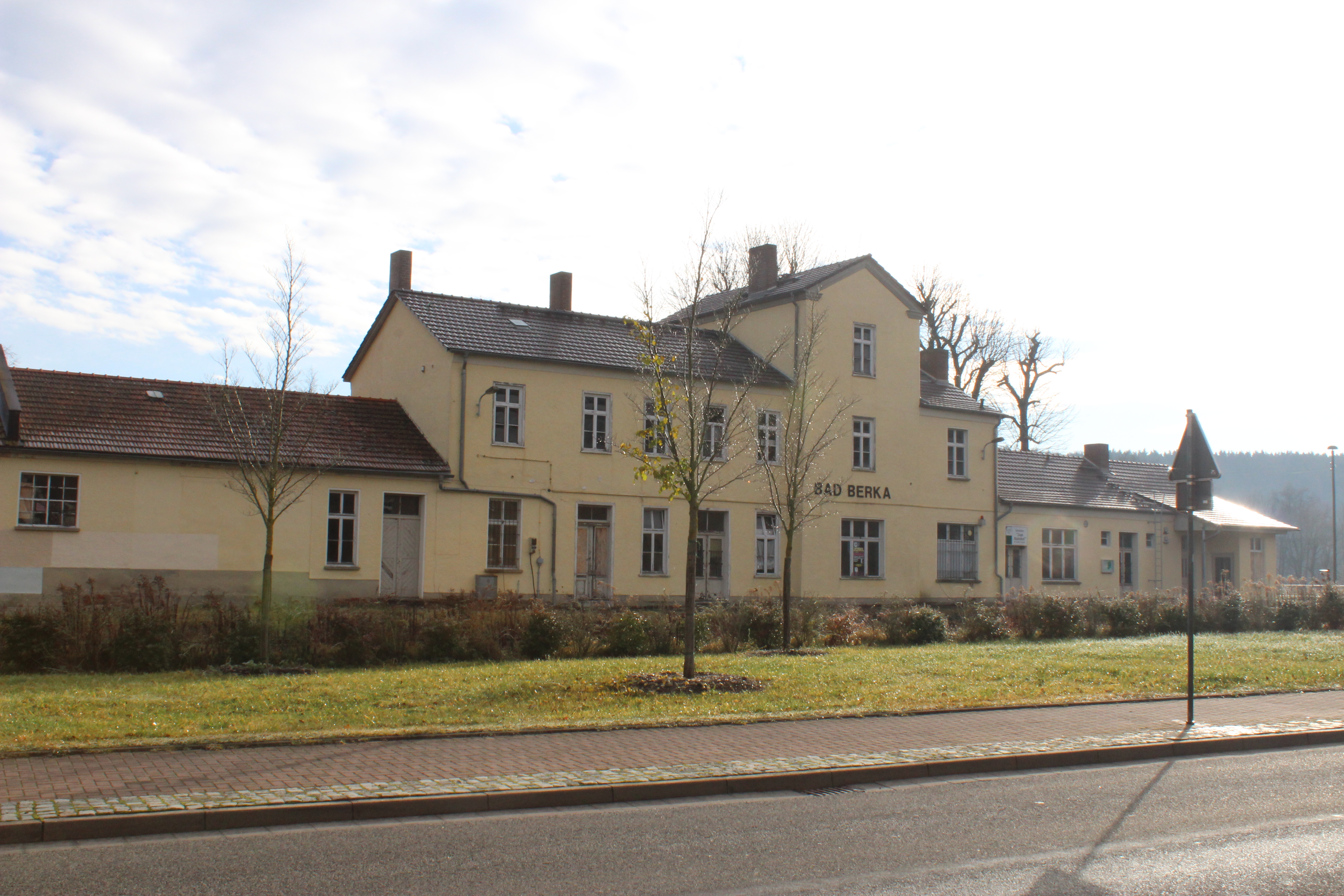
Bahnhof Bad Berka (2017)

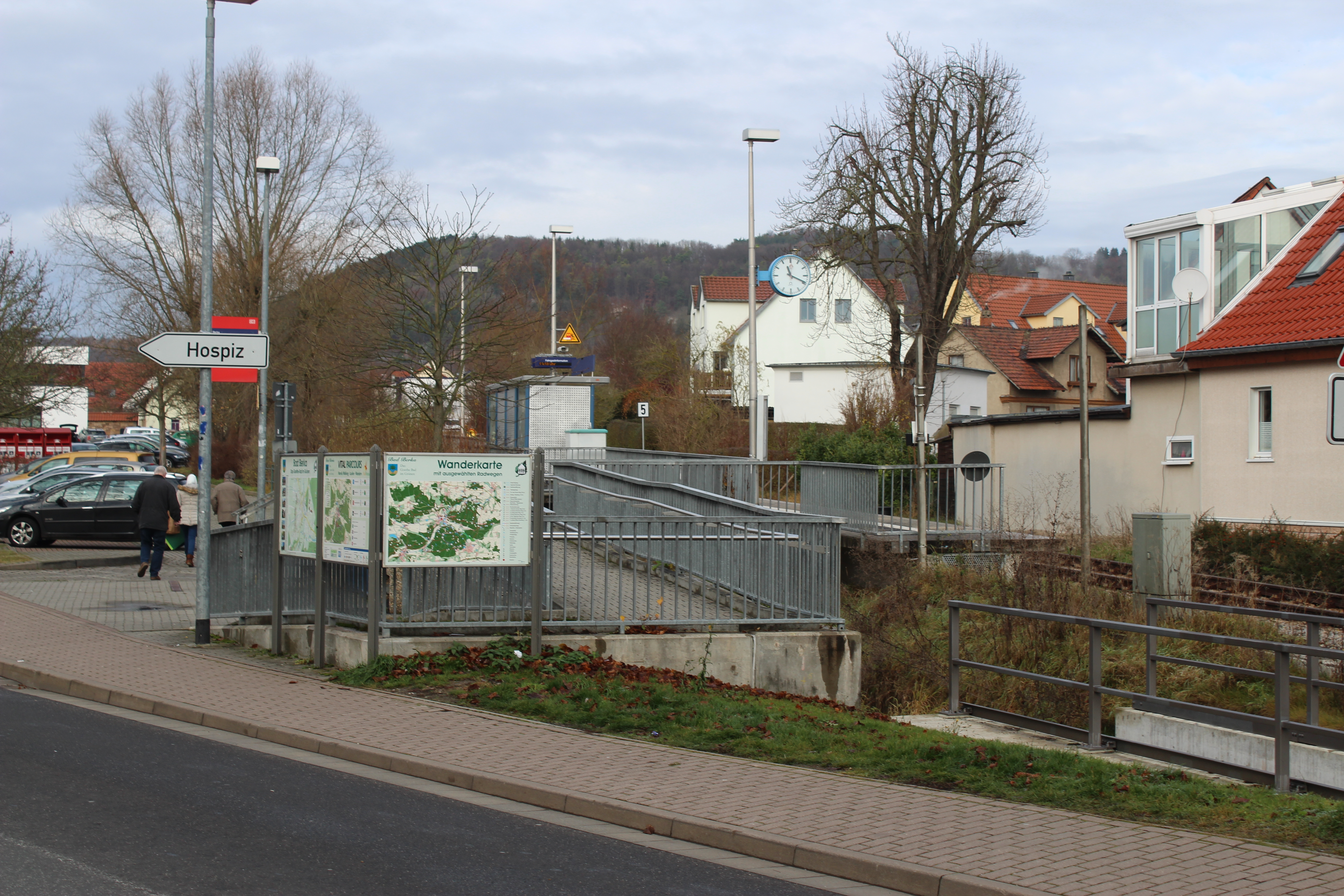
Haltepunkt Bad Berka Zeughausplatz (2017)

Die Kernstadt Bad Berka verfügt über zwei Stationen an der Ilmtalbahn (Strecke Weimar–Kranichfeld) der Weimar-Berka-Blankenhainer Eisenbahn: den Bahnhof Bad Berka und Bad Berka Zeughausplatz. In den Ortsteilen München bei Bad Berka und Tannroda befinden sich ebenfalls je eine Station dieser Bahnlinie. Die Stadt liegt an der Bundesstraße 85 von Weimar nach Rudolstadt. Die kreuzende Bundesstraße 87 von Apolda nach Ilmenau wurde abschnittsweise (Richtung Apolda 2007, Richtung Ilmenau 2021) zur Kreis- und Landesstraße herabgestuft.
Der Anschlussstellen Nohra und Weimar der Bundesautobahn 4 befindet sich etwa sechs Kilometer nördlich der Stadt.
Bad Berka liegt am Ilmtal-Radweg und an dem vom Deutschen Wanderverband als Qualitätsweg zertifizierten Thüringer Drei-Türme-Weg.
Hinzu kommt der Flugplatz Bad Berka.

### Bildung
- Grundschule „Am Hexenberg“
- Marie-Curie-Gymnasium Bad Berka (früher: Marie-Curie-Gymnasium Bad Berka/Blankenhain)
- Klosterbergschule (Regelschule), Friedensplatz
- In Bad Berka befindet sich das Thüringer Institut für Lehrerfortbildung, Lehrplanentwicklung und Medien (Thillm), das zahlreiche Fachtagungen für Pädagogen aus Thüringen und darüber hinaus anbietet.
- Im Stadtteil Bergern befindet sich ein Jugend-Waldheim als Walderlebnis-Schule.[24] In den 1920er Jahren war der spätere NS-Politiker Baldur von Schirach dort Schüler.[25]

### Gesundheit

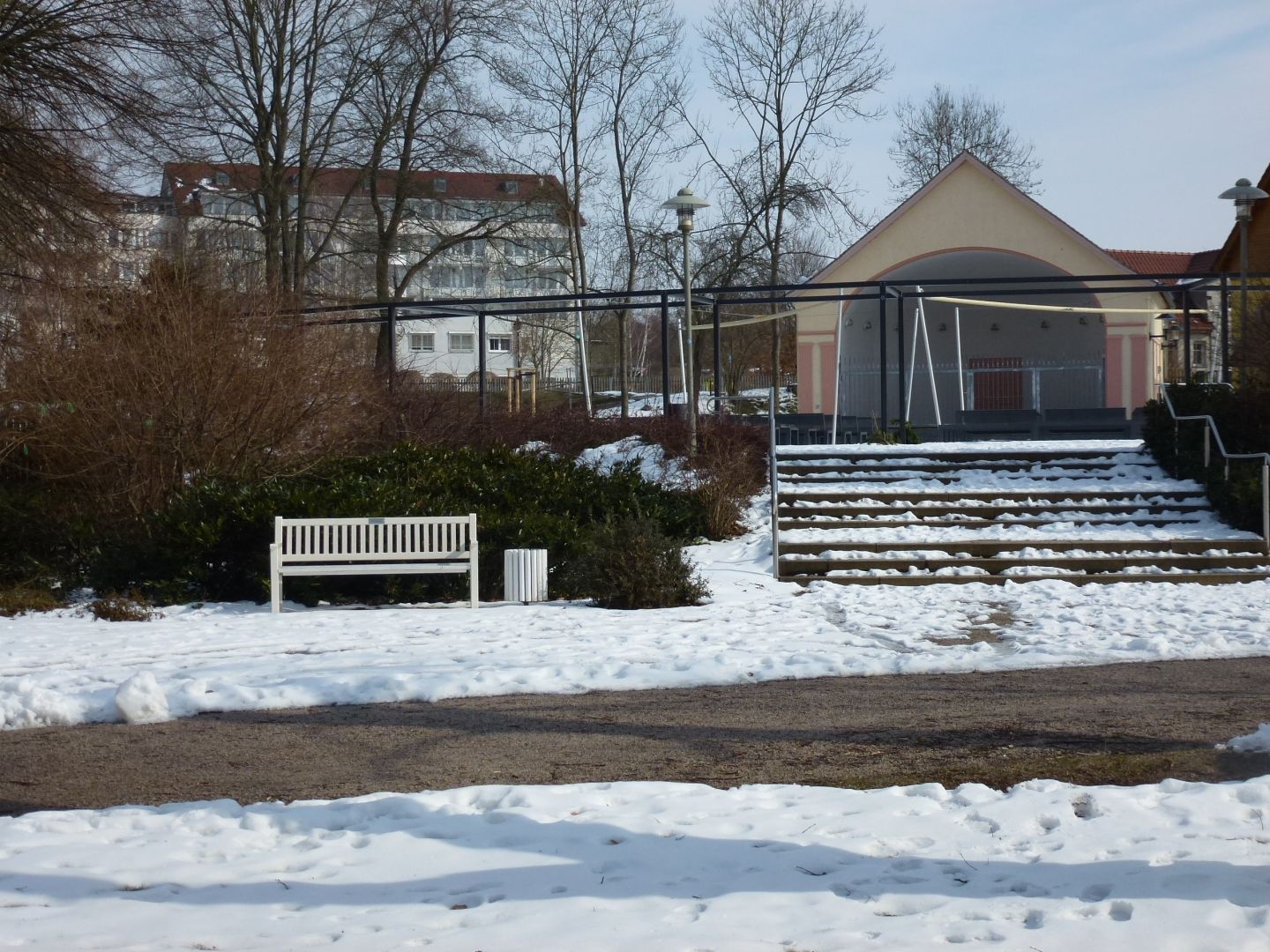
Median-Klinik in Bad Berka

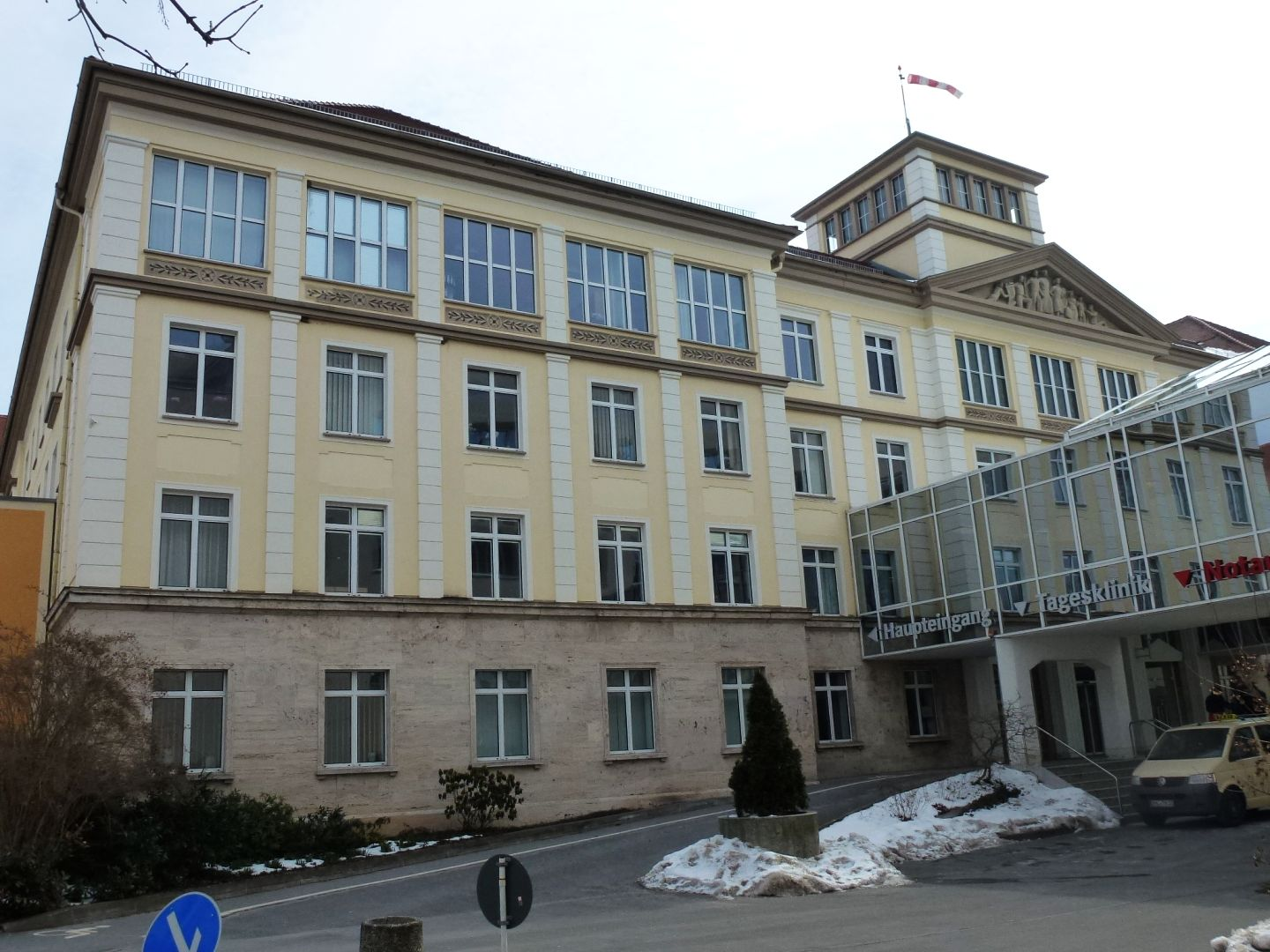
Haupteingang der Zentralklinik

In Bad Berka existieren heute die folgenden klinische Versorgungsstrukturen:
Einerseits gibt es die Median Kliniken, die sich auf die Anschlussheilbehandlung von Patienten mit Herz-Kreislauf-Erkrankungen und Erkrankungen des Verdauungstraktes spezialisiert haben. Die beiden Kliniken existieren in der heutigen Form seit 1994 beziehungsweise 1997. Es gab bereits Vorgängereinrichtungen in der DDR. Dem damaligen Rehabilitationszentrum war auch eine Fachschule angeschlossen, in der Behinderte eine berufliche Ausbildung erhielten. So wurden hier ab 1970 weltweit erstmals Hörgeschädigte und andere Körpergeschädigte gemeinsam ausgebildet.
Zum anderen befindet sich auf der Harth die Zentralklinik Bad Berka, die durch Erweiterung und Modernisierung der Zentralklinik aus den 1950er Jahren entstanden ist. Diese Fachklinik hat sich vor allem auf die Behandlung orthopädischer, kardiologischer und neurologisch-neurochirurgischer Krankheitsbilder spezialisiert. Weiterhin befindet sich in Bad Berka eine von zwei Kliniken für Herzchirurgie in Thüringen. Die zur Zentralklinik gehörende Einrichtung für Wirbelsäulenchirurgie ist die zweitgrößte Klinik ihrer Art in Deutschland. Die kardiologische Fachabteilung ist die größte in Thüringen.
Die Klinik wurde durch intensive Um- und Neubaumaßnahmen modernisiert. Nach Angabe des Haupteigners wurden etwa 100 Millionen Euro in den Standort Bad Berka investiert.
Seit einigen Jahren befindet sich die Klinik in einem Wandel. Vom Charakter des Fachkrankenhauses soll sich die Klinik auch zum regionalen Schwerpunktversorger entwickeln. Hierfür wurden eine Notaufnahme, Abteilungen für Unfallchirurgie, Allgemein- und Viszeralchirurgie sowie interventionelle Radiologie eingerichtet. Die Erweiterung intensivmedizinischer Kapazitäten ist geplant. Ein neuer Funktionstrakt wird derzeit gebaut (Stand: 2010 oder älter).

## Kultur und Sehenswürdigkeiten

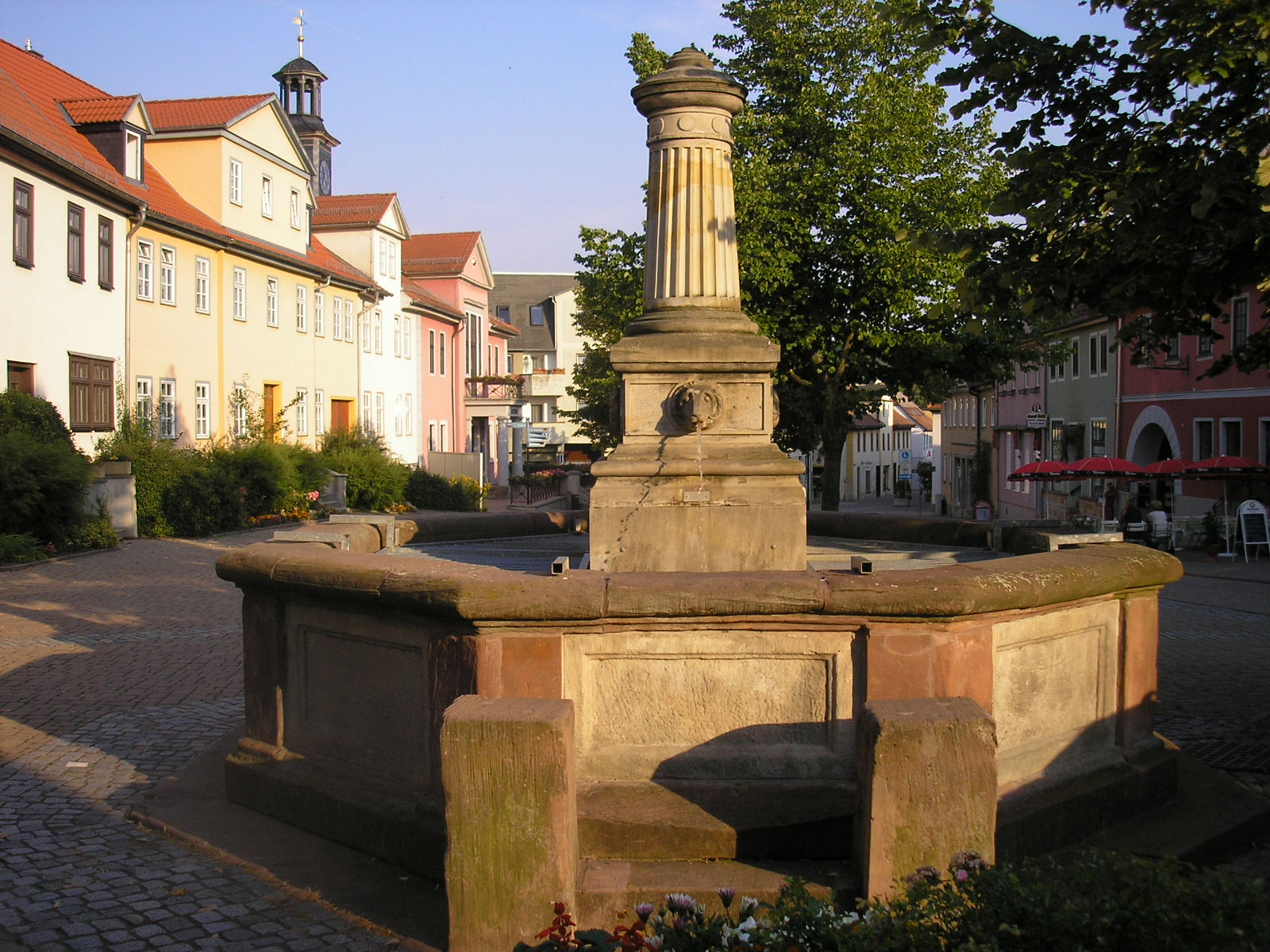
Marktbrunnen

### Bauwerke

#### Altes Schloss
Erhalten sind im Areal der Kernburg des Altes Schlosses einige wenige Mauerreste (u. a. mit einem verkleideten Abortschacht), ein Brunnen und der gewaltige Burggraben um Kernburg und das etwas tiefer liegende Vorburgareal. Die Größe des Burgareals und der Gräben zeugen noch heute von der Bedeutung dieser einstigen Burg als hochherrschaftliche Grafenburg.

#### Rathaus und Markt
1816 fiel das alte Berkaer Rathaus mit vielen weiteren Häusern einem Stadtbrand zum Opfer. Auf Empfehlung Goethes, der die Hilfsmaßnahmen leitete, kam sofort der neue Landbaumeister Clemens Wenzeslaus Coudray nach Berka. Er plante und überwachte den Wiederaufbau der Stadt. Das neue Rathaus konnte bereits am 2. April 1817 eröffnet werden. An ihm ebenso wie an den Gebäuden rund um den Markt prägte Coudray seinen klassizistischen Baustil. Bei aller Bescheidenheit leisteten sich die Berkaer aber eine Besonderheit und zwar eine Monduhr, die auf einer blauen bzw. goldenen Halbkugel die jeweiligen Mondphasen anzeigt. Ende des 19. Jh. kaufte der Stadtrat das Nachbargebäude an und vergrößerte damit das Rathaus, 1932 entstand das Säulenportal. Die letzte grundlegende Sanierung erfolgte 1993 bis 1995. Die Rathausgalerie bietet wechselnde Ausstellungen.

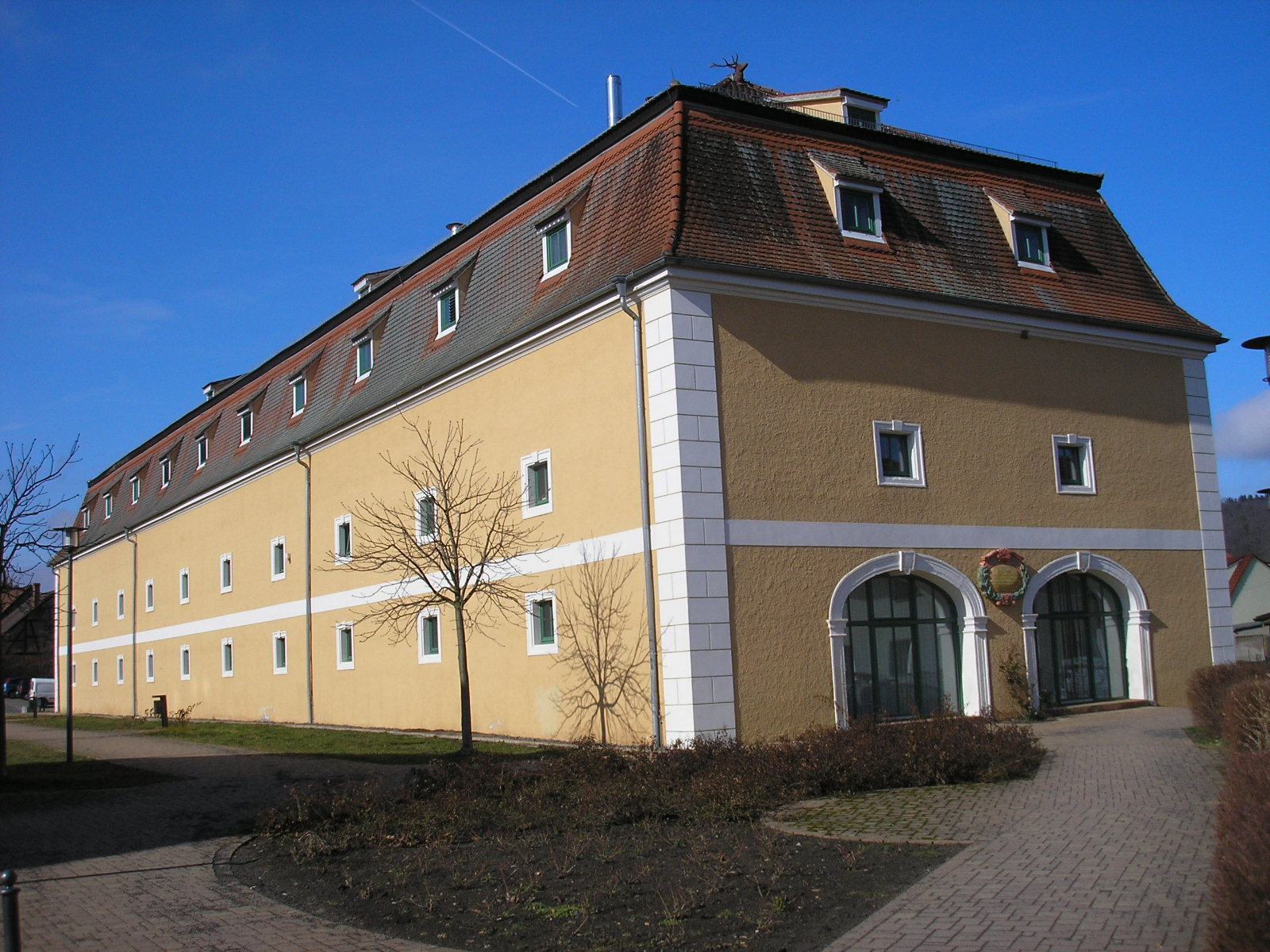
Zeughaus

#### Zeughaus
1739 ließ Herzog Ernst August dieses Gebäude zur Unterbringung seiner vielen Jagdutensilien errichten. Im Erdgeschoss des 59 m langen Hauses waren Wagen, Schlitten, Kutschen und Stangen untergestellt. Im Obergeschoss ließ er Jagdtücher, Lappen, Netze u. a. aufbewahren. Nach 1808 kam das Berkaer Jagdzeug kaum noch zum Einsatz. Das Zeughaus diente verschiedenen Zwecken: als Lager für Heu, Holz und als Schafstall. Während des Zweiten Weltkrieges brachte man dann die Bekleidung von Juden darin unter, die in den Konzentrationslagern Deutschlands umgebracht worden waren. Zwischen 1945 und 1991 befand sich eine Möbelfabrik im Zeughaus. Nach umfangreicher Sanierung dient das Gebäude nun als Bürgerhaus und beherbergt die Bibliothek, das Stadtarchiv, einen Mehrzwecksaal, Kegelbahn und Gaststätte.

#### Coudray-Haus
Der Oberlandbaumeister |oudray projektierte dieses Gebäude im Auftrag des Großherzogs Carl August als Bade- und Gesellschaftshaus für die Berkaer Kurgäste. Johann Wolfgang von Goethe hatte eine derartige Einrichtung seit der Badegründung 1813 immer wieder angemahnt. 1825 fand die feierliche Einweihung statt. Viel Lob erhielt der Baumeister Coudray für seinen in klassizistischen Formen gehaltenen „wohl gelungenen Bau“. Von nun an war das Haus kultureller und gesellschaftlicher Mittelpunkt des Berkaer Badelebens. Neben gastronomischer Versorgung wurden Bälle, Konzerte, Theateraufführungen und andere Veranstaltungen durchgeführt. Nach dem Zweiten Weltkrieg gehörte das Haus zum Volksheilbad, seit 1994 wieder der Stadt Bad Berka. Heute ist im Coudray-Haus ein Museum untergebracht mit einer 2014 neu gestalteten interaktiven Dauerausstellung über die Entwicklung des Kur- und Gesundheitswesens in Bad Berka.

#### „Edelhof“
In dem 1786 errichteten Barockgebäude, in dem sich heute das Forstamt Bad Berka befindet, logierten im 18. Jh. die Jagdgäste der Weimarer Herzöge – die „Edlen von Weimar“, nach der Badegründung dann die wohlhabenden Kurgäste. Auch Goethe und seine Frau Christiane verbrachten 1814 in diesem Haus einen sechswöchigen Kuraufenthalt. Im Bereich des Edelhofes soll sich einst die „alte Wasserburg“, der erste Sitz der Berkaer Grafen, befunden haben. Sie wurde vermutlich zwischen 1264 und 1275 zerstört oder aus Sicherheitsgründen verlassen. Die Berkaer Grafen zogen dann in ihr neuerbautes Schloss auf dem Schlossberg.

#### Evangelische Kirche St. Marien

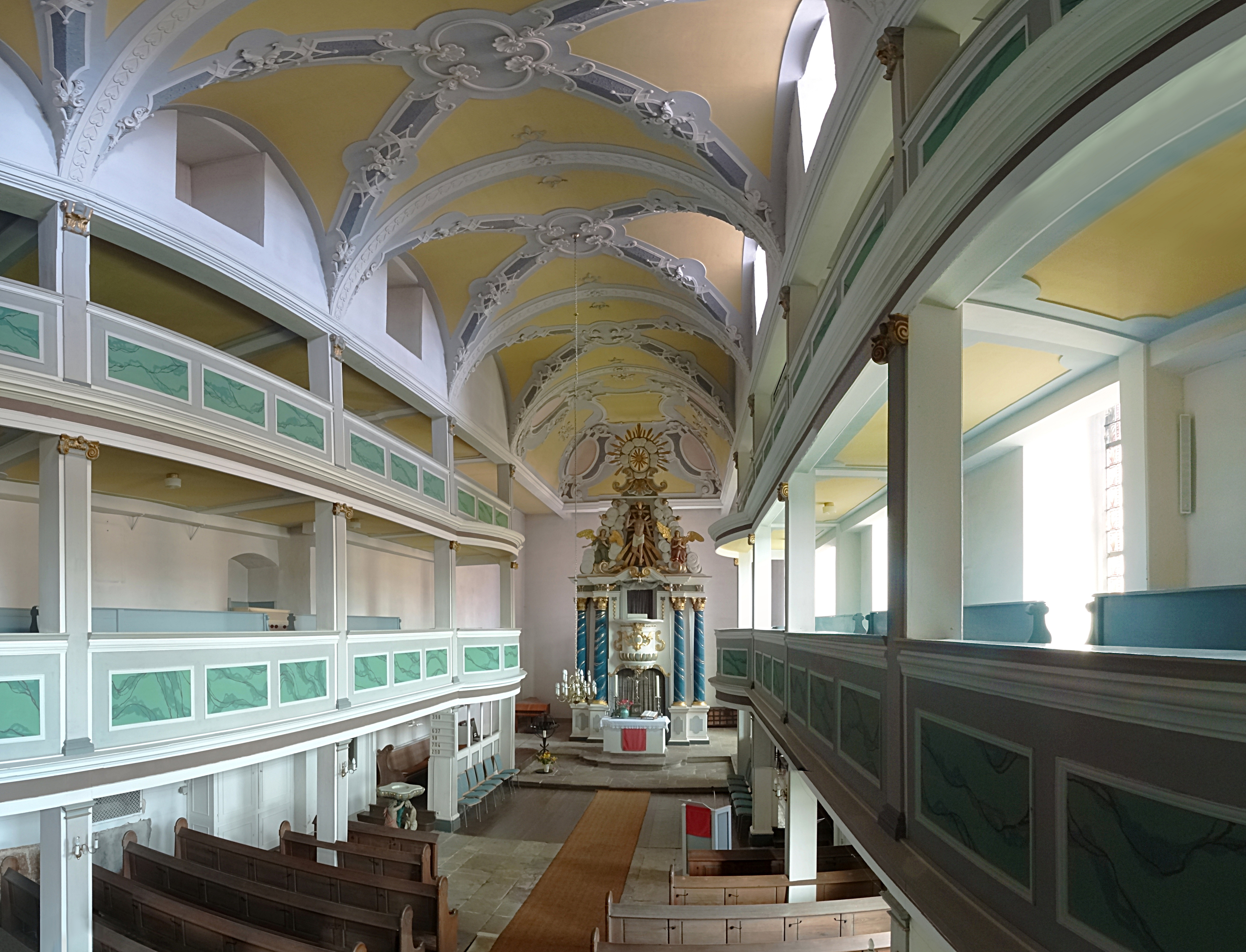
Evangelische Stadtkirche St. Marien

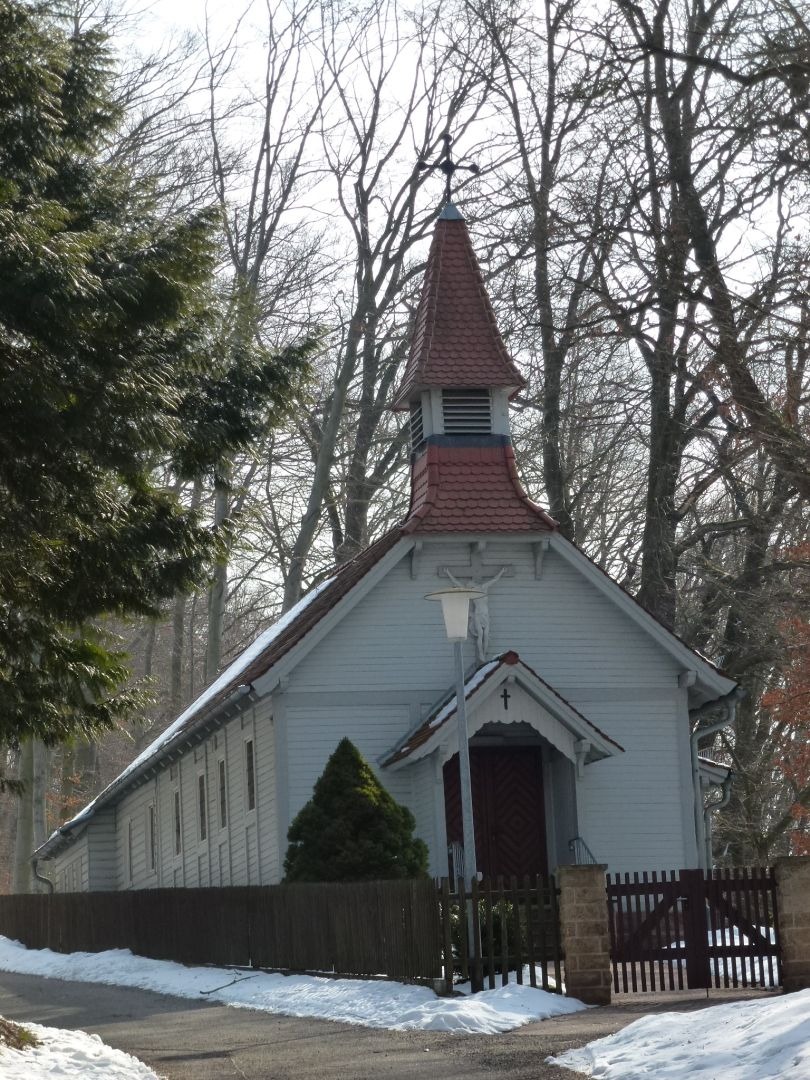
Katholische Kirche

Die Kirche St. Marien steht auf den Grundmauern der 1608 abgebrannten Klosterkirche. Über ein Jahrhundert konnten sich die Berkaer keinen Kirchenneubau leisten. Erst ab 1727 entstand ein neuer Kirchturm. Als Wetterfahne wünschte Herzog Ernst August zur Dokumentation seines Lieblingsjagdreviers Berka einen Hirsch. Im Gegensatz dazu setzten die Berkaer auf das Rathaus später ein Kreuz. 1739 bis 1741 wurde das barocke Kirchenschiff gebaut. Die Ostwand mit gotischem Spitzbogen blieb erhalten.
Das gesamte Gelände um die Kirche gehörte einst zu dem Zisterzienserinnen-Nonnenkloster, das von ca. 1240 bis 1525 in Berka bestand.
Weiterhin gibt es am Ortsausgang in Richtung Tannroda eine katholische Kirche, die 1918 errichtet wurde.

#### „Goethebrunnen“
Goethebrunnen mit Häuserensemble und Kneipp-Anlage

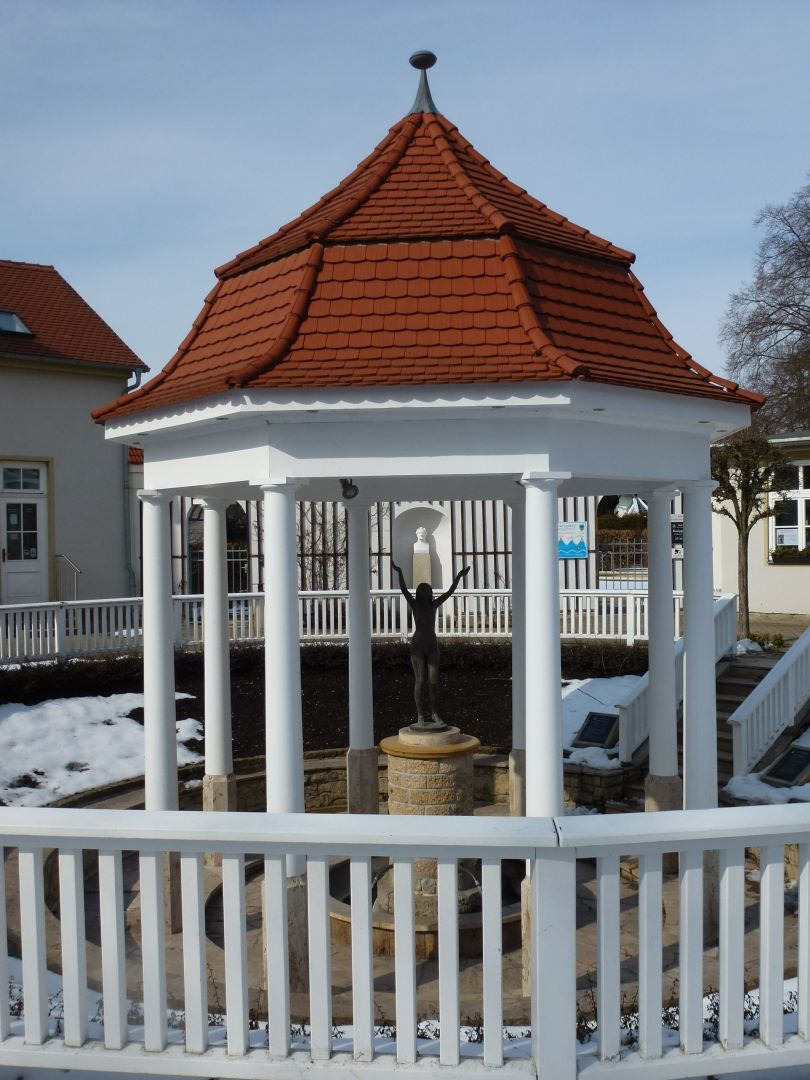
Goethebrunnen und Goethe-Büste im Hintergrund

Die sogenannte „Stahlquelle“, der heutige „Goethebrunnen“, wurde 1807 von dem Berkaer Ludwig Geist (von 1795 bis 1804 Diener und Sekretär bei Goethe) entdeckt und bei der Badegründung 1813 gefasst. Erst als das Schwefelwasser im Park versiegte, boten die Berkaer dieses eisenhaltige Heilwasser für Bäder und Trinkkuren an. 1835 bauten sie das Stahlbadehaus, heute Sitz der Tourist-Information und Kurverwaltung.
Nach Funden heilsamer Moorerde entstand 1876 das Moorbadehaus, heute Hotel „Am Goethebrunnen“. Durch eine Tiefbohrung 1877 veränderte sich die Zusammensetzung des Quellwassers. Es ist seit dieser Zeit ein calciumsulfathaltiges Heilwasser, das insbesondere für Trinkkuren eingesetzt wird. Die Quelle speist auch die neben dem Brunnen befindliche Kneipp-Anlage. Die Goethe-Büste in einer Mauernische stammt vom Bildhauer und Bad Berkaer Ehrenbürger Adolf Brütt. Die Skulptur der Badenden im Brunnen schuf 1946 der Bildhauer Bruno Eyermann.

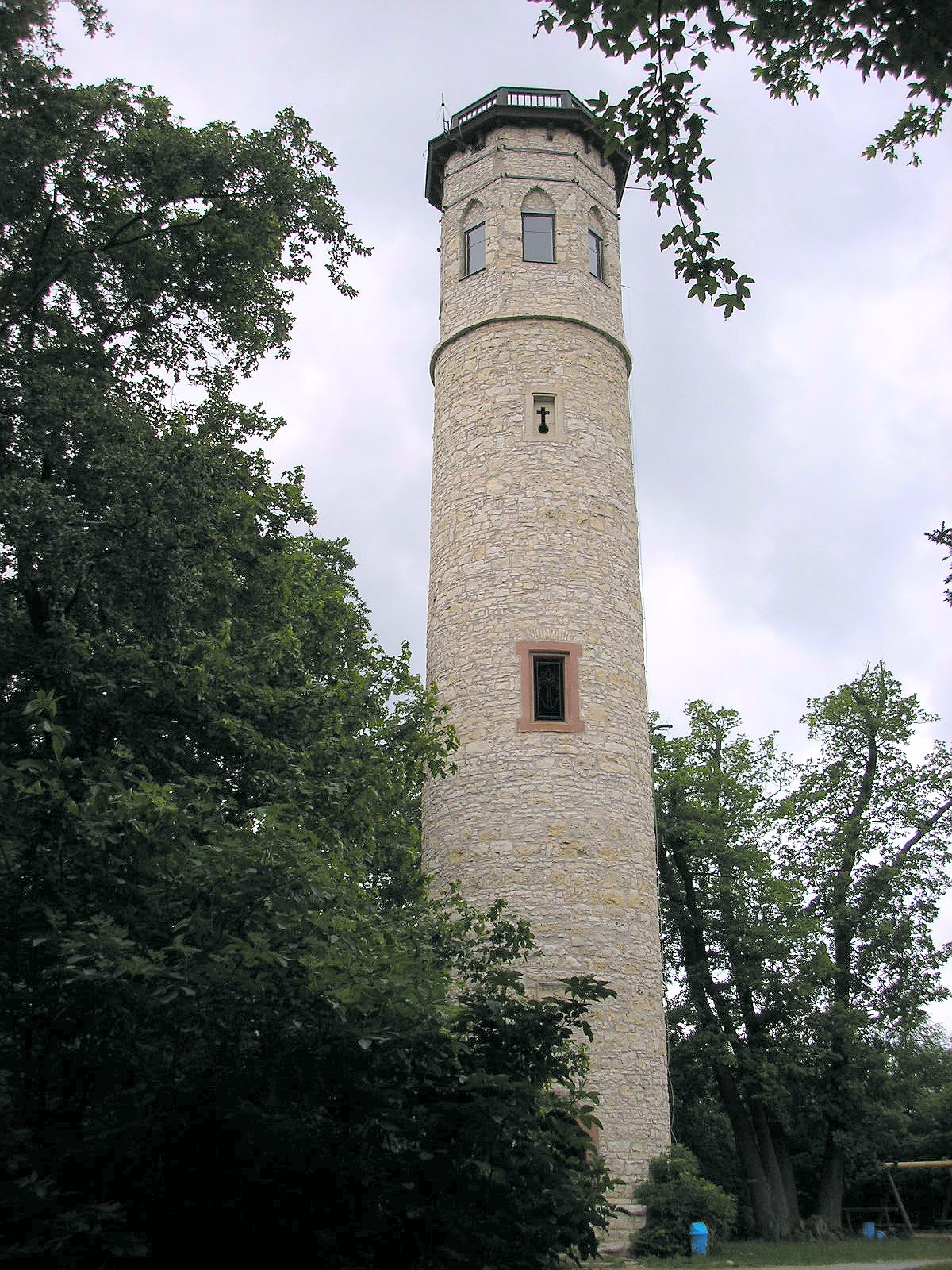
Paulinenturm

#### Goethehaus
Etwas zurückgesetzt zwischen Rathaus und Kirche findet sich die ehemalige „Organistenschule“, das heutige „Goethehaus“. Mehr als zweihundert Jahre war dieses Gebäude die Mädchenschule Berkas sowie die Wohnung des jeweiligen Lehrers, der gleichzeitig das Organistenamt in der Kirche bekleidete. Von 1799 bis 1829 lebte und wirkte in ihm Heinrich Friedrich Schütz. Er war nicht nur Mädchenschullehrer und Organist, sondern führte im Rathaus jahrelang die Gemeinderechnung und machte sich vor allem um den Aufbau und die Führung der 1813 gegründeten Schwefelbadeanstalt verdient. In diesem Zusammenhang verband ihn eine enge und freundschaftliche Zusammenarbeit mit Johann Wolfgang von Goethe.

#### Paulinenturm
Wie ein Wahrzeichen thront der 26 m hohe Paulinenturm auf dem Adelsberg oberhalb von Bad Berka. Von der Plattform aus eröffnet sich eine Aussicht in das Thüringer Land. Errichtet wurde der 26 m hohe Turm 1884 vom Berkaer Kur- und Verschönerungsverein.

#### Thillm

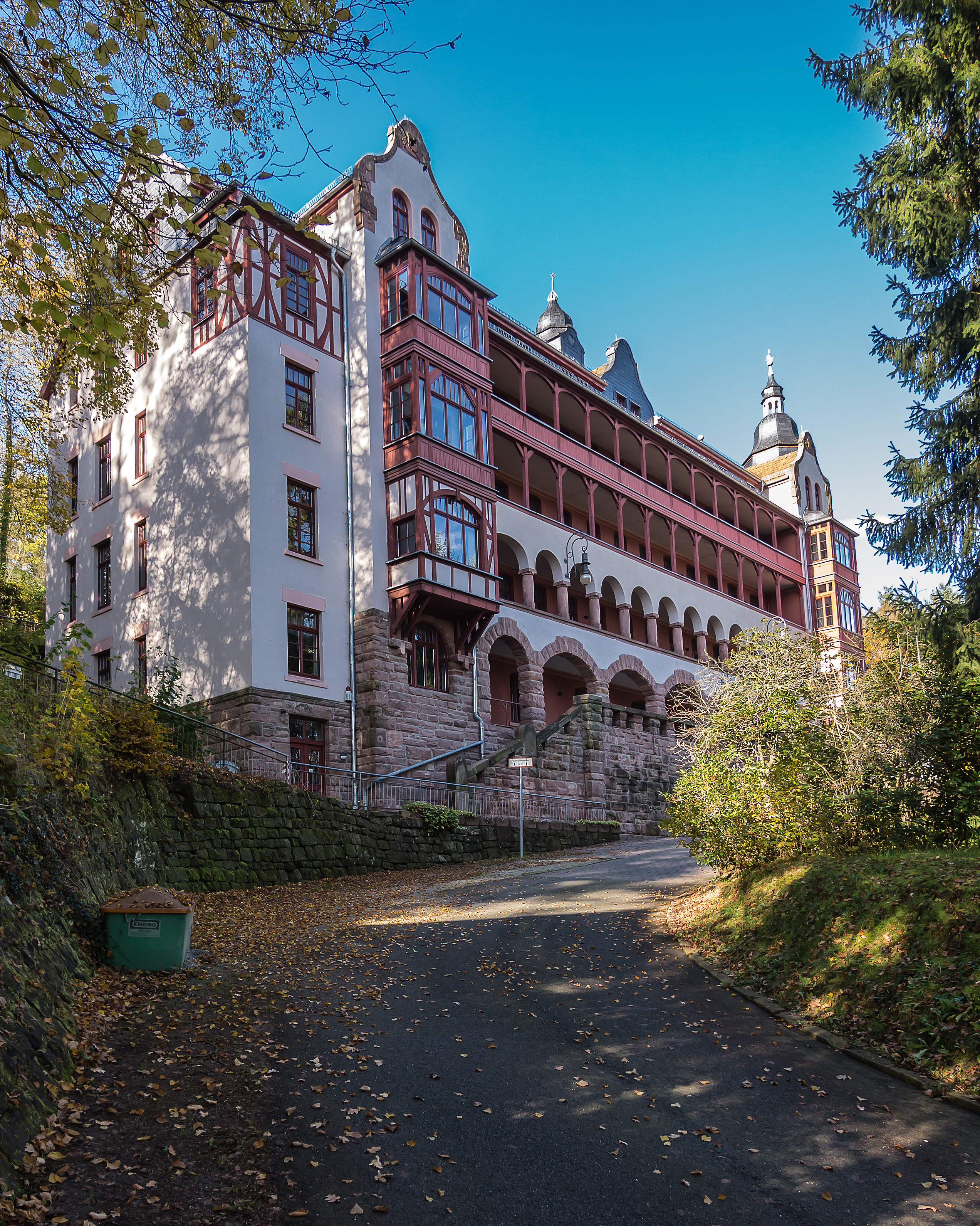
Das ehem. Sanatorium „Schloss Harth“

Das im Juli 1905 eröffnete „Schloss Harth“ an der Alexanderstraße (heute Heinrich-Heine-Allee 2–4) erfüllte alle Erfordernisse eines zur damaligen Zeit modernen Sanatoriums. Größten Wert legte Starcke auf die Bestimmung des Hauses als „Gesundungsheim im besten Sinne des Wortes“, daher auch die Inschrift über dem Hauptportal Mens sana in corpore sano – Ein gesunder Geist in einem gesunden Körper.
Danach diente der Bau der Hitlerjugend und der SED als Schulungsstätte.
Nach umfangreicher Sanierung bezog 1997 schließlich das „Thüringer Institut für Lehrerfortbildung, Lehrplanentwicklung und Medien“ (kurz Thillm) das repräsentative Gebäude und bietet Schulung und Fortbildung für alle Lehrkräfte des Freistaates Thüringen.

#### Weiteres
Sehenswertes in den Ortsteilen:
- Dorfkirche „Zum Kripplein Christi“ in Bergern, gestaltet vom irisch-US-amerikanischen Künstler Matt Lamb
- Thüringer Korbmachermuseum in Tannroda

### Gedenkstätten
- Gedenkstätte auf dem Friedhof für ermordete KZ-Häftlinge.
- Begräbnis- und Gedenkstätte auf dem Friedhof für zivile Bombenopfer vom 5. und 9. April 1945. Acht Grabsteine für 23 hier bestattete Tote: HIER RUHEN DIE OPFER DES BOMBENANGRIFFS 1945 (Anmerkung: Es waren drei Angriffe, am 31. März, 5. April und 9. April 1945)
- Erinnerungstafel der US Army (zweisprachig) von 1994 auf dem Friedhof mit den Namen von dreizehn ihrer Gefallenen, die jedoch nicht (mehr) hier ruhen: IN MEMORY OF THEIR DEATH
- Gedenktafel der Heimatvertriebenen auf dem Friedhof: DEM EHRENDEN GEDENKEN AN DIE OPFER VON KRIEG, FLUCHT, GEWALT UND VERTREIBUNG AUS DER HEIMAT IN DEN JAHREN 1944-1947. DEN LEBENDEN ZUR MAHNUNG. DIE BÜRGER DER STADT BAD BERKA
- Todesmarsch-Stele gegenüber dem Kurhotel zur Erinnerung an den Verlauf und die Opfer des Todesmarsches von 1945, bei dem Häftlinge des KZ Buchenwald im April den Ort passierten

### Parks
- Kurpark

### Sport
- Flugplatz Bad Berka (Segelfliegen)
- Freibad
- Sportplatz
- Kneipp-Anlagen

Kneipp-Anlage am Goethebrunnen
Kneippbecken im Dammbachsgrund
Kneippbecken am Gottesbrünnlein
- ausgedehntes Wander- und Radwegenetz

### Regelmäßige Veranstaltungen
Die Stadt veranstaltet jährlich das Brunnenfest mit einem Festumzug alle zwei Jahre sowie das Drachenfest auf dem Segelflugplatz. Während des Brunnenfests findet ein großes Feuerwerk im Kurpark statt. Dazu kommt noch das jährliche, ebenfalls im Kurpark stattfindende Schützenfest. Weiter gibt es kleinere Feste in den Ortsteilen.
Ein weiterer Anlass ist das Parkgeflüster „Liszt im Grünen“. Im Bad Berkaer Kurpark werden während der Abendstunden Bäume und Strauchgruppen in ein Wechselspiel aus Licht und Farbe getaucht, begleitet von Musikeinspielungen des Musikgymnasiums Schloss Belvedere Weimar. Dieses Schauspiel wird von Mai bis September gezeigt.

## Persönlichkeiten

### Ehrenbürger
- Heinrich Conrad Le Goullon (1801–1883), geheimer Medizinalrat
- Franz Hugershoff (1809–1886), Mechanikus
- Adolf Werner von Strauch, Hofjägermeister
- Ferdinand Arnold Reinhard, Justizamtmann
- Heinrich Göcking, Mediziner
- Fritz Schubert
- Hugo Friedrich Fries (1818–1889), Jurist und Reichstagsabgeordneter
- Otto von Bismarck (1815–1898), erster Reichskanzler des Deutschen Reiches
- Paul von Hindenburg (1847–1934), Generalfeldmarschall[29]
- Adolf Brütt (1855–1939), Bildhauer
- Max Linke (1877–1969), Zimmermeister und Baumeister
- Franz Ferdinand Voigt, Rektor
- Adolf Tegtmeier (1894–1975), Mediziner

### Söhne und Töchter der Stadt
- Thomas Plaß (* 16. Jh.; † 1608/1609 in Lübeck), Jurist und Ratssekretär der Hansestadt Lübeck
- Johann Friedrich Faselius (* 24. Juni 1721; † 16. Februar 1767 in Jena), deutscher Mediziner
- Johann Jakob Ludwig Geist (* 14. April 1776; † 1. April 1854 in Weimar), deutscher Revisor und Dienstmann Goethes
- Johann Heinrich Christian Remde (* 1777 ? 1779 ? 1786 ?; † 1850), deutscher Musikpädagoge, Chorleiter und Komponist
- Carl Dornberger (genaue Lebensdaten unbekannt), Steinmetz, schuf in Weimar die von Maria Pawlowna gestifteten Brunnen
- Adolf Wuttig (* 16. Januar 1844; † 20. April 1929 in Magdeburg), evangelischer Pfarrer und Genossenschaftsgründer
- Otto Fries (* 22. März 1849; † 24. August 1905 an Bord eines Postdampfers bei Lomé), Reichstagsabgeordneter
- Wilhelm Flitner (* 20. August 1889; † 21. Januar 1990 in Tübingen), Pädagoge
- Hugo Günther (* 24. November 1891; † 4. Dezember 1954), Parteifunktionär (SPD/KPD/KPO/SED) und Versicherungsdirektor
- Hans Carl Nipperdey (* 21. Januar 1895; † 21. November 1968 in Köln), Rechtsprofessor, erster Präsident des Bundesarbeitsgerichtes
- Hans Schiel (* 10. August 1898; † 10. November 1983 in Weimar), Maler
- Hartmut Griesmayr (* 18. April 1945), Drehbuchautor und Regisseur
- Konrad Elmer-Herzig (* 9. Februar 1949), evangelischer Pfarrer und Gründungsmitglied der Sozialdemokratischen Partei der DDR
- Petra Meyenburg (* 15. November 1959; † 15. April 2010 in Berlin), Literaturredakteurin und Hörspielregisseurin

### Personen, die mit der Stadt in Verbindung stehen
- Martin Gottlieb Klauer (1742–1801), Bildhauer in seiner Werkstatt im Ort
- Johann Wolfgang von Goethe (* 28. August 1749 in Frankfurt; † 22. März 1832 in Weimar), weilte hier mehrmals als Besucher und Badegast
- Jakob Michael Reinhold Lenz (1751–1792), Dichter des Sturm und Drang, schrieb hier mehrere Werke
- Peter im Baumgarten (getauft 30. August 1761 in Meiringen, Kanton Bern, gest. 1799 in Hamburg?), Ziehsohn Goethes, seit 20. Februar 1786 durch die Heirat mit Johann Friederike Luise, geb. Hoffmann, Schwiegersohn des Berkaer Pastors Wilhelm Conrad Hoffmann (1737–1801)
- Dietrich Georg von Kieser (* 24. August 1779 in Harburg; † 11. Oktober 1862 in Jena), Mediziner, arbeitete als Badearzt in Berka
- Johann Heinrich Friedrich Schütz (1779–1829), Organist und späterer Badeinspektor, regte die Nutzung der Heilquellen an
- Adolf Brütt (* 10. Mai 1855 in Husum; † 6. November 1939 in Bad Berka), Bildhauer, wirkte in Weimar und Bad Berka, seit 1928 Ehrenbürger der Stadt
- Erich Wolf Degner (* 8. April 1858 in Hohenstein-Ernstthal; † 18. November 1908 in Berka), Musikpädagoge, lebte und starb in Bad Berka
- Hans Gerhard Gräf (* 5. Mai 1864 in Weimar; † 1942 in Jena), Goethe-Forscher, untersuchte die Beziehung von Goethe zu Bad Berka
- Theodor Scheffer (* 1. Oktober 1872 in Düsseldorf; † 28. April 1945 in Weimar), Pädagoge, 1922 Gründer der „Deutschen Heimatschule“ in Bad Berka und zur Zeit des Nationalsozialismus Lehrbeauftragter an der Universität Jena.
- Bruno Eyermann (* 26. Februar 1888 in Leipzig; † 30. Dezember 1961 in Hanau), Bildhauer, Stempelschneider, Medailleur, Grafiker und Maler, wirkte in Bad Berka von 1943 bis 1955
- Adolf Tegtmeier (1894–1975), Arzt, Planer und Ärztlicher Direktor der Zentralklinik
- Walther Victor (* 21. April 1895 in Bad Oeynhausen; † 19. August 1971 in Bad Berka), Schriftsteller und Publizist, arbeitete in Bad Berka
- Marie E. P. König (* 10. September 1899 in Forst; † 5. Oktober 1988 in Güdingen), Prähistorikerin, lebte und arbeitete kurze Zeit in Bad Berka
- Martin Hellberg (* 31. Januar 1905 in Dresden; † 31. Oktober 1999 in Bad Berka), Autor, Schauspieler und Regisseur, arbeitete und lebte in Bad Berka
- Baldur von Schirach, NS-Funktionär, besuchte in Bad Berka in den 1920er Jahren eine reformpädagogische Privatschule[30]
- Gert Abelbeck (1912–1997), Sportfunktionär, Leiter der Hitler-Jugend-Gebietsführerschule Thüringen in Bad Berka
- Johannes Petzold (* 24. Oktober 1912 in Plauen; † 19. Mai 1985 in Eisenach), Kirchenmusiker und Komponist, von 1952 bis 1961 Kantor in Bad Berka (1954 Kirchenmusikdirektor)
- Helmut Holtzhauer (* 2. Dezember 1912 in Leipzig; † 16. Dezember 1973 in Bad Berka), Politiker (KPD, SED), starb in Bad Berka
- Eberhard Hasche (1920–1973), baute die Thorax- und Herzchirurgische Klinik am Zentralklinikum Bad Berka auf
- Wolfgang Blochwitz (* 8. Februar 1941 in Geringswalde; † 8. Mai 2005 in Bad Berka), Fußballspieler, tätig u. a. bei Carl Zeiss Jena, starb in Bad Berka
- Frank-Michael Pietzsch (* 24. August 1942 in Wittenberg), Politiker (CDU), ehemaliger Thüringer Sozialminister, in den 1980er-Jahren Oberarzt an der Zentralklinik
- Norbert Conrad Kaser (* 19. April 1947 in Brixen; † 21. August 1978 in Bruneck), Schriftsteller aus Südtirol, absolvierte 1977 einen längeren Kuraufenthalt in Bad Berka[31]
- Albrecht Schröter (* 7. April 1955 in Halle/S.), Pädagoge und Sozialwissenschaftler, seit 2006 Oberbürgermeister von Jena, arbeitete von 1996 bis 2000 als Referent am ThILLM in Bad Berka